# Tetrastichus scriptus
Tetrastichus scriptus är en stekelart som beskrevs av Burks 1943. Tetrastichus scriptus ingår i släktet Tetrastichus och familjen finglanssteklar. Inga underarter finns listade i Catalogue of Life.